# Gabriele de' Gabrielli
Gabriele de' Gabrielli, dit le cardinal d'Urbino (né en 1445 à Fano, dans les Marches, alors dans les États pontificaux, et mort à Rome le 5 novembre 1511) est un cardinal italien du XVIe siècle.

## Biographie
Gabriele de' Gabrielli est protonotaire apostolique et agent du cardinal Giuliano della Rovere, le futur pape Jules II, en France. En 1504 il est nommé évêque d'Urbino et est consacré le 9 avril de la même année par le pape Jules II avec comme co-consécrateurs Antonio Gentile Pallavicino et Giovanni Antonio Sangiorgio. 
Le pape Jules II le crée cardinal lors du consistoire du 1er décembre 1505. Le cardinal Gabrielli est notamment légat à Pérouse.